# Nganasania rhetica
Nganasania rhetica là một loài bọ cánh cứng trong họ Cryptophagidae. Loài này được Zherikhin miêu tả khoa học năm 1977.